# Melanodera xanthogramma
Tentilhão-de-rédeas-amarelas ou canário-de-bridão-amarelo (Melanodera xanthogramma) é uma espécie de ave da família Emberizidae.
Pode ser encontrada nos seguintes países: Argentina e Chile.
Os seus habitats naturais são: campos de gramíneas de clima temperado, campos de altitude subtropicais ou tropicais e pastagens.